# Четиринайсетте думи
Четиринайсетте думи (на английски: Fourteen Words; също 14/88 или 14-те думи) е фраза, използвана главно от белите националисти.
Най-често се отнася за лозунг, съставен от 14 думи: „We must secure the existence of our people and a future for white children.“ (в превод: Ние трябва да осигурим съществуването на нашия народ и бъдеще за белите деца), но може да се отнася и за друг девиз: „Because the beauty of the White Aryan women must not perish from the earth.“ (превод: Защото красотата на белите арийски жени не трябва да изчезне от Земята).
За създател на тези 2 лозунга се смята Дейвид Лейн, член на сепаратистката организация „Орденът“ – братство, което си поставя за цел „да избави своите хора от евреите и да се бори до пълна победа на арийската раса“. Първият лозунг е вдъхновен от изявление съдържащо 88 думи от Том 1, Глава 8 от Моята борба на Адолф Хитлер, които гласят:
What we must fight for is to safeguard the existence and reproduction of our race and our people, the sustenance of our children and the purity of our blood, the freedom and independence of the fatherland, so that our people may mature for the fulfillment of the mission allotted it by the creator of the universe. Every thought and every idea, every doctrine and all knowledge, must serve this purpose. And everything must be examined from this point of view and used or rejected according to its utility.
Белите националисти често комбинират числото 14 с 88, като в „14/88“ или „1488“. Втората част „88“ може да се отнася както за изявлението от „Моята борба“, споменато по-горе, така и за „88 предписания“, книга, написана от Дейвид Лейн, докато излежава 190-годишната си присъда.